# Shadows-on-the-Teche

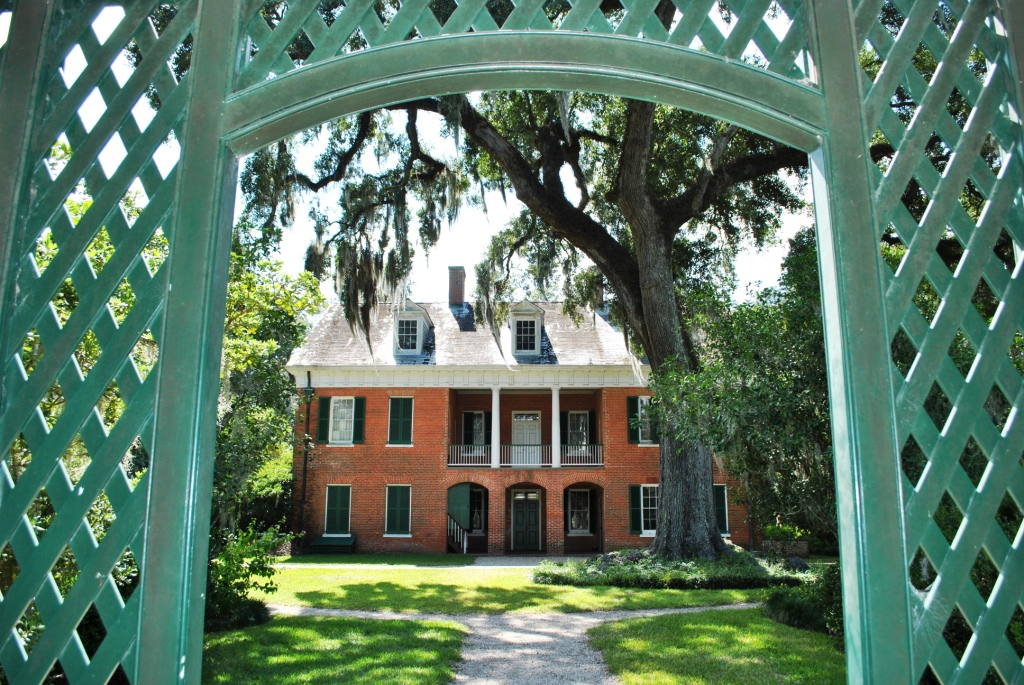
L'ingresso della residenza

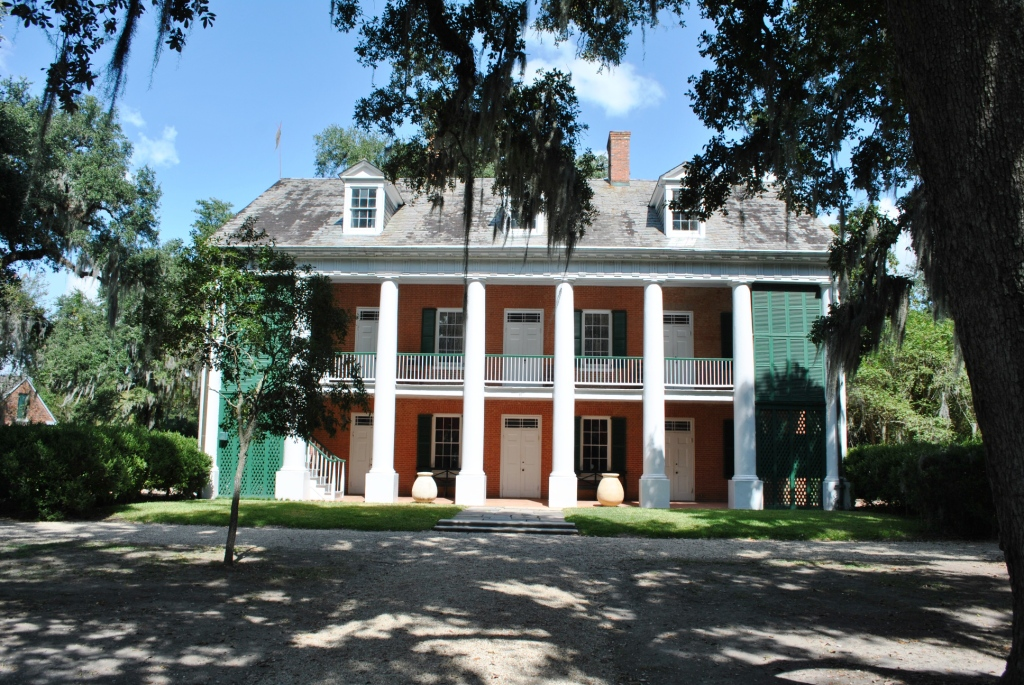
La facciata principale della residenza

Shadows-on-the-Teche o semplicemente The Shadows è una storica residenza ed ex-piantagione, situata lungo il corso del Bayou Teche (da cui il nome), nella cittadina statunitense di New Iberia, in Louisiana: realizzata tra il 1831 e il 1834, fu per circa 125 anni di proprietà della famiglia Weeks.
Nella piantagione erano impiegati all'epoca della scoppio della guerra civile americana circa 200 schiavi, tra uomini, donne e bambini.

## Storia
David Weeks si trasferì a New Iberia assieme alla moglie Mary nel 1819, dopo la morte del padre William. Weeks fece realizzare una residenza in loco a partire dal 1831: non riuscì però mai a vedere completati i lavori, in quanto qualche mese prima del termine dei lavori, per curare una misteriosa malattia, si trasferì a New Haven, nel Connecticut, dove morì il 25 agosto 1834, lasciando così la moglie sola con sei figli.
Mary Weeks dovetto così occuparsi personalmente della direzione della piantagione di zucchero di proprietà della famiglia fino al raggiungimento della maggiore età dei propri figli. Nella piantagione erano impiegati, tra il 1835 e il 1846, 164 schiavi, tra uomini, donne e bambini.
Con lo scoppio della guerra civile americana, Mary Weeks dovette vedere partire per il fronte nel gennaio 1861 il secondo marito John Moore e poco dopo il nipote David Weeks Magill, costretto a lasciare l'università.  In seguito, con l'avanzata delle truppe unioniste, nel 1863, il marito e i figli di Mary Weeks Charles, Harriet e William abbandonarono la tenuta, mentre la proprietaria (che nelle lettere scrisse di "sentirsi abbandonata da tutti"), anche dopo l'occupazione della proprietà da parte nordista, rimase a Shadows-on-the-Teche, dove morì il 29 dicembre dello stesso anno.
Al termine della guerra, tornò a vivere a Shadows-on-the-Teche William Fredericks Weeks che vi si trasferì assieme alla moglie e alle figlie.
Nel 1918 William Weeks Hall, figlio di Lily Weeks e nipote di William Fredericks Weeks, acquistò anche la metà della tenuta appartenuta alla zia Harriet "Patty" Weeks, divenendone il sono proprietario. William Weeks incaricò l'architetto Richard Koch e la ditta "Amstrong & Koch" di restaurare la villa.
Con l'acquisizione della tenuta da parte di William Weeks Hall, Shadows-on-the-Teche divenne celebre per le serate che vi si svolgevano e che videro la partecipazione di personaggi celebri quali i registi D. W. Griffith e Cecil B. De Mille e gli scrittori Anaïs Nin e Henry Miller.
Nel 1958, poco prima di morire, William Weeks Hall cedette Shadows-on-the-Teche al National Trust, che operò un'opera di restauro della residenza, prima di aprire il sito al pubblico.  L'opera di restauro vide impiegati gli architetti Richard Koch e Samuel Wilson Jr.; in seguito, negli anni novanta dal XX secolo, i giardini vennero restaurati e riportati al loro aspetto originario da Diana Balmori e Jon Emerson e associati, che si basarono sugli studi effettuati da Suzanne L. Turner.

## Descrizione
L'edificio principale della tenuta si erge a 20 piedi di altezza dal Bayou Teche. L'edificio è realizzato in mattone rosso, è sorretto da otto colonne ed è costituito da due piani e mezzo e da sedici stanze.
La villa è circondata da giardini in cui crescono querce, azalee e camelie.
Nella casa-museo sono esposti circa 17.000 reperti, tra fotografie, lettere, ecc.

## Leggende
La villa di Shadows-on-the-Teche è ritenuta uno dei luoghi maggiormente infestati da fantasmi della Louisiana. Uno di questi sarebbe il fantasma di un bambino che morì qui.

## Shadows-on-the-Teche nella cultura di massa
- Lo scrittore Henry Miller, uno degli ospiti fissi delle serate che si tenevano a Shadows-on-the-Teche, ambientò nella residenza il suo racconto The Air-Conditioned Nightmare[2]